# Joseph Carter Abbott
Joseph Carter Abbott, född 15 juli 1825 i Concord, New Hampshire, död 8 oktober 1881 i Wilmington, North Carolina, var en amerikansk republikansk politiker, militär och publicist. Han representerade delstaten North Carolina i USA:s senat 1868–1871.
Abbott gick i skola i Phillips Academy i Andover, Massachusetts. Han studerade juridik. Han var ansvarig utgivare för tidningen Daily American i Manchester, New Hampshire 1852–1857. Han tjänstgjorde som officer i nordstaternas armé i amerikanska inbördeskriget. Han flyttade efter kriget till North Carolina.
Abbott deltog i North Carolinas konstitutionskonvent år 1868. North Carolina fick det året representation i USA:s kongress för första gången efter inbördeskriget. Abbott och John Pool tillträdde som ledamöter av USA:s senat. Abbotts mandatperiod löpte ut år 1871 men delstatens lagstiftande församling kunde inte enas om en efterträdare åt honom. Matt Whitaker Ransom tillträdde sedan som senator år 1872. Abbott fortsatte sedan sin karriär som publicist. Han var ansvarig utgivare för tidningen Wilmington Post.